# Мінамото Суміка
Мінамото Суміка (2 травня 1979) — японська плавчиня.
Призерка Олімпійських Ігор 2000 року, учасниця 1996 року.
Призерка Чемпіонату світу з водних видів спорту 1998 року.
Чемпіонка світу з плавання на короткій воді 1999 року.
Призерка Пантихоокеанського чемпіонату з плавання 1995, 1997 років.
Переможниця Азійських ігор 1994, 1998 років.